# Georg Heinrich Nieper
Georg Heinrich Nieper (* 22. Dezember 1748 in Lüneburg; † 26. April 1841 in Hildesheim) war ein deutscher Jurist und Vizepräsident der Provinzialregierung im Königreich Hannover.

## Leben und Wirken
Nach seiner Schulzeit in Lüneburg studierte Nieper Rechtswissenschaften an der Universität Göttingen und schloss dieses Studium bei Georg Ludwig Böhmer, seinem späteren Schwiegervater, mit seiner Promotion ab. Anschließend trat er 1770 als Auditor in die königlichen Dienste von Kurhannover ein und wurde bereits 1772 zum Geheimen Kanzleisekretär befördert. Im Jahre 1777 ernannte man Nieper zum Archivsekretär, 1787 zum Rat im Konsistorium sowie wenig später zum Hofrat. Ebenfalls 1787 wurde Nieper im Rahmen der 50-Jahr-Feier der Universität Göttingen mit dem Titel eines Dr. jur. honoris causa geehrt.
Nach der durch den Wiener Kongress beschlossenen Gründung des Königreichs Hannover im Jahre 1814 wurde Nieper als Regierungsvizepräsident in der anfänglichen „Interimistischen Regierungskommission“ berufen und zum Wirklichen Geheimen Rat ernannt. Vor allem für seinen unermüdlichen Einsatz in dieser Aufbauphase verlieh man ihm das Großkreuz des Guelphen-Ordens.

## Familie
Georg Heinrich Nieper war verheiratet mit Charlotte Dorothea Böhmer (1756–1793), Tochter des Göttinger Juraprofessors und Geheimen Justizrats Georg Ludwig Böhmer (1715–1797) und hatte mit ihr mindestens einen Sohn. Dieser Sohn war Johannes Georg Ludwig Nieper (1778–1832), der als Landdrost ebenfalls in kgl. Hannoverschen Diensten stand und 1821 die Auszeichnung eines Ritters und 1827 eines Kommandeurs des Guelphen-Ordens verliehen bekam.